# نیروگاه سلطان محمود
نیروگاه سلطان محمود (به لاتین: Sultan Mahmud Power Station) یک سد در مالزی است که در ترنگانو واقع شده‌است.